# Billy Hitchcock
William Clyde Hitchcock (* 31. Juli 1916 in Inverness, Alabama; † 9. April 2006 in Opelika, Alabama) war ein US-amerikanischer Baseballspieler und -manager in der Major League Baseball (MLB).
Hitchcock graduierte an der Auburn Universität. Er war als Spieler neun Jahre in der American League aktiv. 1942 musste der Infielder seine Spielerlaufbahn bei den Detroit Tigers unterbrechen, da er in die US Army eingezogen wurde. Er diente drei Jahre im Zweiten Weltkrieg im Pazifik und kehrte zwischen 1946 und 1953 in die Major League zurück. In 703 Spielen erzielte er fünf Home Runs für die Detroit Tigers, Washington Senators, Boston Red Sox, St. Louis Browns und Philadelphia Athletics.
Zwischen 1954 und 1961 war er als Manager tätig und gleichzeitig zwischen 1955 und 1960 als Trainer für Detroit. Hitchcock war später erneut Manager zwischen 1962 und 1963 für die Baltimore Orioles.
Die Saison 1966 begann er als Trainer für die Atlanta Braves unter Bobby Bragan wurde allerdings kurze Zeit später entlassen da die Braves lediglich 52 der ersten 111 Spiele gewannen. Zwischen 1968 und 1971 war er Scout für die Montreal Expos.
In seiner Zeit als Präsident der Southern League von 1971 bis 1980 erhöhte sich die Zuschauerzahl von 333.500 (1971) auf über 1.7 Millionen (1980). Die Liga-Trophäe trägt Hitchcocks Namen.
Auburn benannte 2003 zu seinen Ehren das Baseballstadion in Hitchcock Field um.